# Rakhsh
Rajsh (en persa: رخش‎   , que significa "luminoso") es un semental mitológico, corcel valiente y fiel del héroe Rostam en la epopeya nacional persa, Shahnameh del poeta Ferdowsi.
El color de Rakhsh es descrito como "hojas de rosa que se han esparcido sobre un suelo de azafrán" y Rostam lo ve por primera vez entre las manadas de caballos traídos de Zabulistán y Kabul. En este primer encuentro, Rakhsh es descrito como un poderoso potro con el pecho y los hombros de un león y tener la fuerza de un elefante. Es un caballo muy inteligente y su lealtad es legendaria. Nadie más que Rostam monta a Rakhsh, y Rakhsh no reconoce a nadie más que a Rostam como su amo. Además, es el único caballo que Rostam pudo montar, ya que su gran fuerza y peso matarían a otros caballos.
Debido al favor divino que protege a Rostam, Rakhsh vive una vida inusualmente larga. Rostam y Rakhsh mueren por la traición del medio hermano de Rostam, Shaghad.
Raḵšā (Rakhsha) en arameo significa caballo.